# Al-Bariqiyah
Al-Bariqiyah (tiếng Ả Rập: البارقية, cũng đánh vần Barqieh) là một ngôi làng ở phía tây bắc Syria, một phần hành chính của Tỉnh Tartus, nằm ở phía đông nam của Tartus. Nó nằm giữa Safita về phía tây, Mashta al-Helu ở phía bắc và khu vực Wadi al-Nasara ở phía nam. Theo Cục Thống kê Trung ương Syria (CBS), al-Bariqiyah có dân số 3.627 trong cuộc điều tra dân số năm 2004. Đây là trung tâm hành chính của Phân khu al-Bariqiyah, bao gồm tám địa phương với tổng dân số 7.336 người. Cư dân của nó chủ yếu là Alawites.